# آرش زره‌تن لهونی
آرش زره‌تن لهونی (زادهٔ ۱۳۵۴ پاوه) سیاستمدار ایرانی و استاندار استان کردستان از شهریور سال ۱۴۰۳ است. وی در جلسه هیئت دولت چهاردهم به عنوان استاندار استان کردستان انتخاب شد. زره‌تن لهونی در یازدهمین دوره مجلس شورای اسلامی از حوزه انتخابیه پاوه، جوانرود، ثلاث باباجانی و روانسر از استان کرمانشاه به مجلس راه یافت.
لهونی در انتخابات ریاست‌جمهوری ایران (۱۴۰۳) عضو شورای سیاست‌گذاری ستاد اهل‌سنت محمدباقر قالیباف بوده است. مراسم معارفهٔ وی به عنوان استاندار کردستان در ۱ مهر ۱۴۰۳ با حضور وزیر کشور در سنندج برگزار شد.

## سوابق
- سرپرست جمعیت هلال احمر استان کرمانشاه
- فرماندار جوانرود
- مدیرکل بودجه جمعیت هلال احمر
- عضو دومین دورهٔ شورای اسلامی شهر سنندج[۱۰]
- مدیرعامل جمعیت هلال احمر استان کردستان
- عضو شورای عالی هلال احمر
- معاون امور اقتصادی استاندار کردستان[۱۱]